# Wilhelm Brennecke
Wilhelm Brennecke, född 1875 och död 1924, var en tysk meteorolog och oceanograf.
Brennecke är främst känd som deltagare i en oceanografisk expedition med fartyget Planet och som redaktör för Annalen der Hydrographie und maritimen Meteorologie. Brennecke Nunataks i Antarktis har fått sitt namn efter Brennecke.